# Analogues des prostaglandines
Les analogues des prostaglandines sont une classe de médicaments qui se lient à un récepteur de prostaglandine.
Ils sont principalement utilisés en collyre en tant que traitement pour le glaucome,.
L’utilisation orale des analogues de prostaglandines est limitée par leurs effets secondaires indésirables, notamment leur potentiel abortif,. Le misoprostol est le dernier utilisé, pour traiter les ulcères gastriques.

## Utilisations

### Gastro-entérologie
Les analogues de la prostaglandine tels que misoprostol sont utilisés dans le traitement des ulcères duodénaux et gastriques, où ils ont désormais une place marginale au vu de leurs mauvais profil de tolérance,. 

### Ophtalmologie
En ophtalmologie, les analogues des prostaglandines sont utilisés pour abaisser la pression intraoculaire chez les patients atteints de glaucome,. 
On y retrouve notamment le latanoprost, le bimatoprost et le travoprost. Le tafluprost n'est pas commercialisé en France. 